# 远东国际军事法庭

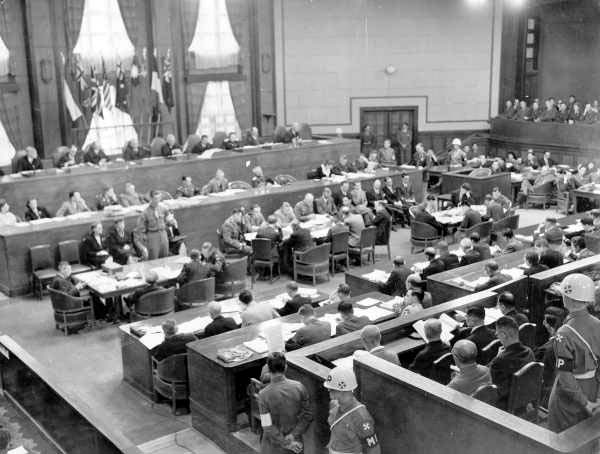
審判進行中的法庭會場

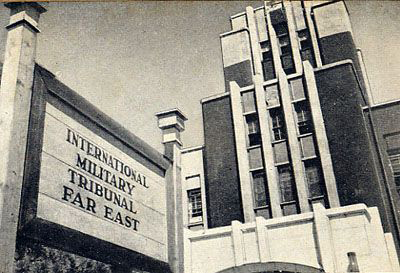
法庭所在的東京陸軍士官學校大講堂

远东国际军事法庭（英語：International Military Tribunal for the Far East；日语：／ Kyokutō Kokusai Gunji Saiban），又称东京国际军事法庭、东京审判（Tokyo Trial；／ Tōkyō saiban）、東京大審，是第二次世界大战结束後特設之國際軍事法庭，於1946年5月3日至1948年11月12日之間，由身為勝方的同盟國為解決敗方大日本帝国戰犯阴谋发动战争、常规战争罪和反人类罪等罪行确认責任歸屬而創立。法庭設於東京市谷的原陸軍士官學校大講堂，位於今東京都新宿區市谷本村町的自衛隊設施「防衛省市谷地區」內。
1946年2月25日，盟国最高统帅部與各同盟国政府提名，任命11名远东国际军事法庭法官。中國、美國、英國、蘇聯、法國、加拿大、澳大利亚、荷兰、印度、紐西蘭和菲律賓等對日相關之同盟國或領地政府共同任命法官审理。辩护一方则由日本和美国的律师组成。在本次审判中有28名大日本帝国军政要人被指控犯有55项不同的战争罪行，包括但不限于：发动侵略战争、谋杀或虐待盟军战俘以及对占领区平民实行屠杀（见南京大屠杀）等战争罪行；其中被告更不乏政府高级领导人，有日本战时首相東條英機、前外务大臣东乡茂德等。最终审判庭裁定被告的45项罪名成立，除两名被告在审判期间死亡外，其余所有被告都被判定至少犯有一项罪行。判决分别从7年监禁到死刑不等。
1952年4月28日，盟国占领结束，日本主权正式恢复。一场运动在全国兴起，要求尽早释放那些被远东国际军事法庭认定为“战犯”的受刑者。同年6月9日，日本参议院行使国家主权通过了“关于释放狱中战犯等的决议”。同年12月9日众议院通过了“关于释放战争罪受刑者的决议”，所有在日本的受刑者于数年内先后被合法释放。同时要求日本政府尽最大努力引渡在海外的受刑者。1953年8月3日，日本众议院通过了“关于赦免战争受刑者决议”，因远东国际军事法庭判决而被执行了死刑或在狱中死亡的受刑者被认定为“公务死”，根据1952年通过的“战争伤病死者家属援助法”，其遗族可享国家补助金。

## 背景
本次审判是依据《开罗宣言》、《波茨坦宣言》、《投降协定》和《莫斯科会议》、《波茨坦公告》等协定中再次强调的内容；
“...所有的战犯，包括那些对我们的战俘和平民施以残忍手段之人，都应受到最严厉之制裁”。
故在9月11日，日本投降一周后，时任駐日盟军最高统帅麦克阿瑟下令拘捕39名战争犯嫌疑人，其中大部分是前首相东条英机及其战时内阁阁员。东条在家中得知自己将被审判后曾试图自裁，但在盟军军医的抢救下得以存活。

## 审判

### 组建法庭
1946年1月19日，盟軍統帥麦克阿瑟将军在与同盟各国磋商后，公布《远东国际军事法庭宪章》（英語：International Military Tribunal for the Far East Charter, IMTFE Charter, Tokyo Charter），又稱「東京憲章」，规定法庭职责与权力范围。同日，麥克阿瑟颁布《设立远东国际军事法庭的特别通告》，正式宣布于东京成立「远东国际军事法庭」。4月29日，远东国际军事法庭正式接受盟国最高统帅部国际检察處对东条英机等28名日本甲级战犯起诉，于5月3日展开審判程序。东京审判是第二次世界大战后，同盟国对在日本政府策划、准备、发动和实施侵略战争中起重要作用、担负主要责任的人物，进行的国际军事审判。

### 指控罪名
依據《远东国际军事法庭宪章》，戰爭犯的罪行分為甲級（A級）、乙級（B級）、丙級（C級）3種種類。甲级罪行专为参与或谋划开战的罪犯而设，而相关国家的最高决策机关的成员也会被定甲级罪行。乙级罪行就是为有「计划、命令、允许、或在指挥机关的上层未有尽力防止类似罪行」的罪犯而设。丙级罪行是为犯下传统暴行或違反人道罪的罪犯而设。
在審判之前，法庭曾列出55條訴因。然而，由於「日本、義大利、德國三國共謀統治全世界」以及「侵略泰王國的戰爭」這兩點證據不足，43條訴因被排除在外，最終僅剩10條訴因：
| 訴因 | 罪行                                                                                       |
| ---- | ------------------------------------------------------------------------------------------ |
| 1    | 作為領導人、組織者、煽動者或共犯，制定或執行共同計劃，或陰謀發動侵略戰爭和違反國際法的戰爭 |
| 27   | 對中國發動侵略戰爭                                                                         |
| 29   | 對美國發動侵略戰爭                                                                         |
| 31   | 對英聯邦（聯合王國在遠東和南亞的皇家殖民地和保護領、澳大利亞和紐西蘭）發動侵略戰爭         |
| 32   | 對荷蘭（荷屬東印度）發動侵略戰爭                                                           |
| 33   | 對法國（法屬印度支那）發動侵略戰爭                                                         |
| 35   | 對蘇聯發動侵略戰爭（張鼓峰事件）                                                           |
| 36   | 對蘇聯發動侵略戰爭（諾門罕戰役）                                                           |
| 54   | 下令、授權和允許對戰俘和其他人進行不人道待遇                                               |
| 55   | 故意和魯莽地無視他們採取適當措施防止暴行的責任                                             |

### 审判过程

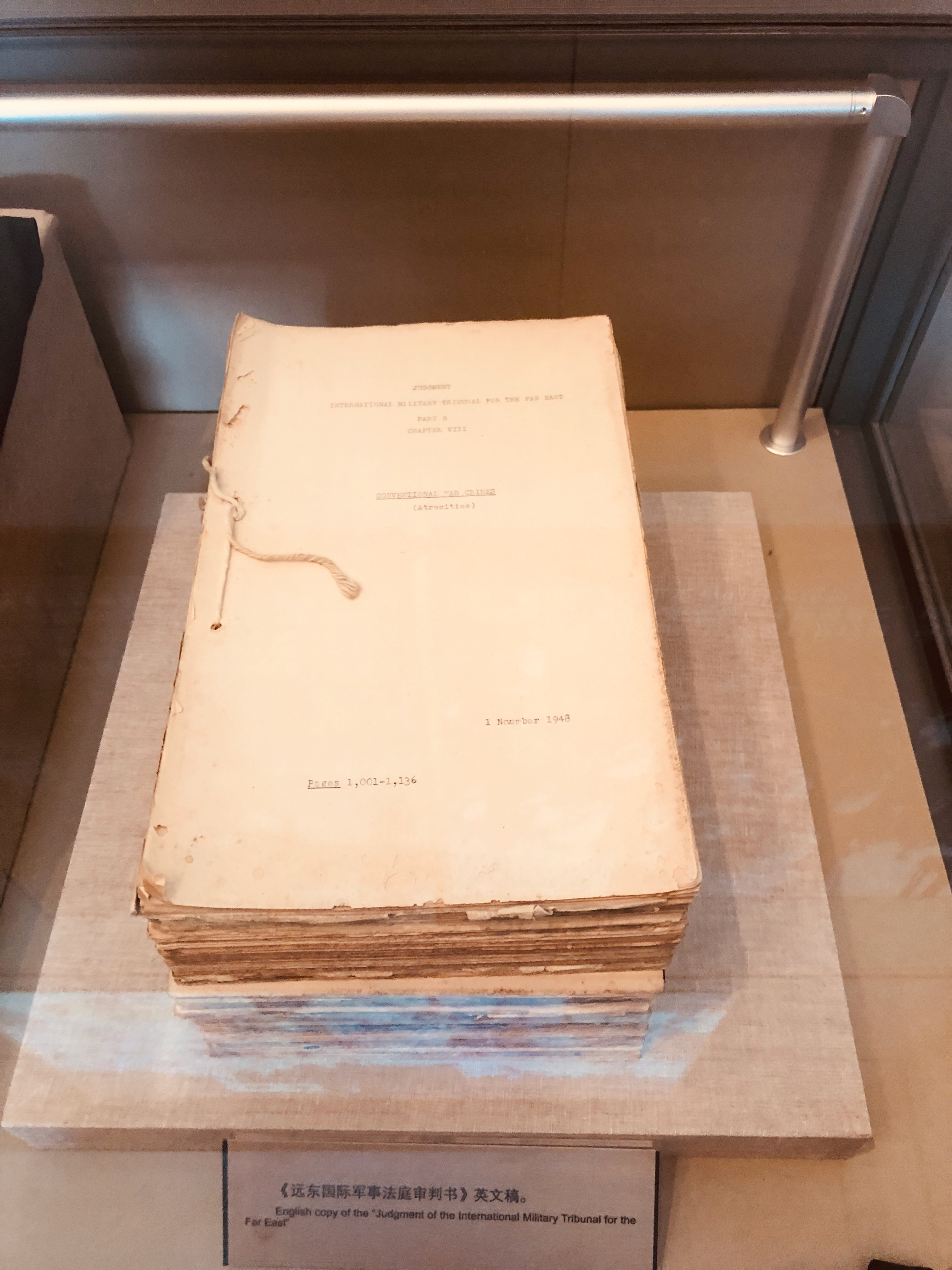
中国国家博物馆藏法庭审判书英文副本

#### 开庭
1946年4月29日，远东国际军事法庭对东条英机等28名甲级战犯正式起诉。5月3日，法庭召开第一次公开会议，开始审理东条英机等战犯的罪行。3日至4日，首席检察官宣读42页的起诉书，历数了自1928年1月1日至1945年9月2日期间，被告所犯的反和平罪、战争罪和违反人道罪等。

#### 过程
东京审判从1946年5月3日开始、到1948年11月12日结束，前后持续两年多，共开庭818次，出庭证人419名，书面证人779名，受理证据4,336份，英文审判记录48,412页。从1948年11月4日起宣读长达1,231页的判决书，到12日才读完。
远东国际军事法庭最终判处东条英机等7名甲级战犯绞刑，木户幸一等16名甲级战犯无期徒刑，2名甲级战犯分别被判处20年和7年有期徒刑。另外3名甲级战犯，一名因患精神病被中止审判，另外两名因在审判期间死亡免予追究。1948年12月23日凌晨，东条英机等7名战犯被绞死在东京巢鸭监狱的死刑架上。
东京审判审理过程中，盟国并没有以战胜国的姿态对战争罪犯作出主观、武断的判决，而是以国际法为根据，在大量的人证、物证的基础上，在给予战犯以充分的自我辩护的基础上作出法律判决。东京审判不仅从法律的角度认定了日本发动的对中华民国、东南亚和美英等国战争的侵略性和非正义性，而且通过审判日本主要战犯，公开揭露了日本军国主义者的战争暴行，尤其是八年抗戰期間在中华民国所犯下的罪行。 虽然在最终审判决定的讨论上，印度法官代表拉达宾诺德·巴尔认为东京审判的依据属于“事后法”，严重违反了不溯及既往原则，是“战胜国”对“战败国”的报复性审判，而不是公平正义的审判；其观点得到法国法官代表亨利·伯纳德、荷兰法官代表伯特·罗林的支持，后两者和拉达宾诺德·巴尔在最终的投票中投了反对票，但最终讨论投票结果以6:5的微弱优势决定为有罪判决。
西方媒体，特别是美国的媒体很快失去了报道东京审判的兴趣，但是在中国、菲律宾、日本等地获得了充分的报道。:204-205
除东京审判外，盟国还在南京、马尼拉、新加坡、仰光、西贡、伯力等地，对乙、丙级战犯进行了审判。据统计，被盟国起诉的日本各类战犯总数为5,423人，被判刑者4,226人，其中被判处死刑者941人。

#### 结果
共有28個被告被審判，大部分是軍事或政治的領導者。永野修身與松岡洋右於審判期間自然因素死亡。大川周明在審判期間因為精神衰弱而沒有被起訴。
東條英機等七名被告因為戰爭罪和違反人道罪而判決绞刑。据法官梅汝璈回忆，当时以6票对5票的微弱优势通过了死刑判决。這七人於1948年12月23日在東京都豐島區池袋巢鴨監獄執行死刑，其屍體於久保山火葬場火化後，骨灰被混合在一起粉碎，用飛機撒入橫濱以東30英里的太平洋中。另有16名被告被判決終生監禁。小矶国昭、白鳥敏夫、梅津美治郎死於獄中。1952年日本众议院通过“关于赦免战争受刑者决议”，全部受刑者於1956年3月前被合法假釋或刑期滿出獄。
| 被告人     | 被告人            | 職位類型 | 職位                                                                         | 訴因                   | 量刑       | 備考                                           |
| 姓名       | 肖像              | 職位類型 | 職位                                                                         | 訴因                   | 量刑       | 備考                                           |
| ---------- | ----------------- | -------- | ---------------------------------------------------------------------------- | ---------------------- | ---------- | ---------------------------------------------- |
| 廣田弘毅   | Hirota Kōki       | 文官     | 內閣總理大臣（1936年－1937年） 外務大臣（1933年－1936年、1937年－1938年）    | 1,27,55                | 絞刑       | 1948年12月23日處決                             |
| 平沼騏一郎 | Hiranuma Kiichirō | 文官     | 內閣總理大臣（1939年） 樞密院樞相                                            | 1,27,29,31,32,36       | 終身監禁   | 1952年獲釋                                     |
| 星野直樹   | Hoshino Naoki     | 文官     | 內閣書記官長                                                                 | 1,27,29,31,32          | 終身監禁   | 1958年獲釋                                     |
| 木戶幸一   | Kido Kōichi       | 文官     | 內大臣                                                                       | 1,27,29,31,32          | 終身監禁   | 1955年獲釋                                     |
| 白鳥敏夫   | Shiratori Toshio  | 文官     | 駐義大利大使                                                                 | 1                      | 終身監禁   | 1949年死於獄中                                 |
| 東鄉茂德   | Tōgō Shigenori    | 文官     | 外務大臣（1941年－1942年、1945年）                                           | 1,27,29,31,32          | 監禁20年   | 1950年死於獄中                                 |
| 重光葵     | Shigemitsu Mamoru | 文官     | 外務大臣（1943年－1945年）                                                   | 27,29,31,32,33,55      | 監禁7年    | 1950年獲釋                                     |
| 賀屋興宣   | Kaya Okinori      | 文官     | 大藏大臣                                                                     | 1,27,29,31,32          | 終身監禁   | 1955年獲釋                                     |
| 松岡洋右   | Matsuoka Yōsuke   | 文官     | 外務大臣（1940年－1941年）                                                   | 1                      | 判決前死去 | 1946年死亡                                     |
| 東條英機   | Tōjō Hideki       | 武官     | 內閣總理大臣（1941年－1944年） 陸軍大臣（1940年－1944年） 參謀總長（1944年） | 1,27,29,31,32,33,54    | 絞刑       | 1948年12月23日處決                             |
| 荒木貞夫   | Araki Sadao       | 武官     | 陸軍大臣（1931年－1934年）                                                   | 1,27                   | 終身監禁   | 1955年獲釋                                     |
| 土肥原賢二 | Doihara Kenji     | 武官     | 關東軍情報部奉天支部特務機關長                                               | 1,27,29,31,32,35,36,54 | 絞刑       | 1948年12月23日處決                             |
| 橋本欣五郎 | Hashimoto Kingorō | 武官     | 櫻會發起人                                                                   | 1,27                   | 終身監禁   | 1955年獲釋                                     |
| 畑俊六     | Hata Shunroku     | 武官     | 陸軍大臣（1939年－1940年）                                                   | 1,27,29,31,32,55       | 終身監禁   | 1954年獲釋                                     |
| 板垣征四郎 | Itagaki Seishirō  | 武官     | 陸軍大臣（1938年－1939年）                                                   | 1,27,29,31,32,35,36,54 | 絞刑       | 1948年12月23日處決                             |
| 木村兵太郎 | Kimura Heitarō    | 武官     | 駐緬甸方面軍司令官                                                           | 1,27,29,31,32,54,55    | 絞刑       | 1948年12月23日處決                             |
| 小磯國昭   | Koiso Kuniaki     | 武官     | 內閣總理大臣（1944年－1945年） 朝鮮總督（1942年－1944年）                    | 1,27,29,31,32,55       | 終身監禁   | 1950年死於獄中                                 |
| 松井石根   | Matsui Iwane      | 武官     | 中支那派遣軍上海派遣軍司令（1937年－1938年）                                 | 55                     | 絞刑       | 1948年12月23日處決                             |
| 南次郎     | Minami Jirō       | 武官     | 朝鮮總督（1936年－1942年）                                                   | 1,27                   | 終身監禁   | 1954年獲釋                                     |
| 武藤章     | Mutō Akira        | 武官     | 第14方面軍參謀長                                                             | 1,27,29,31,32,54,55    | 絞刑       | 1948年12月23日處決                             |
| 永野修身   | Nagano Osami      | 武官     | 海軍大臣（1936年－1937年） 軍令部總長（1941年－1944年）                      | 29                     | 判決前死去 | 1947年死亡                                     |
| 岡敬純     | Oka Takazumi      | 武官     | 海軍次官（1944年）                                                           | 1,27,29,31,32          | 終身監禁   | 1954年獲釋                                     |
| 大島浩     | Ōshima Hiroshi    | 武官     | 駐德國大使                                                                   | 1                      | 終身監禁   | 1955年獲釋                                     |
| 佐藤賢了   | Satō Kenryō       | 武官     | 陸軍省軍務局局長（1942年－1944年）                                           | 1,27,29,31,32          | 終身監禁   | 1956年獲釋                                     |
| 嶋田繁太郎 | Shimada Shigetarō | 武官     | 海軍大臣（1941年－1944年） 軍令部總長（1944年）                              | 1,27,29,31,32          | 終身監禁   | 1955年獲釋                                     |
| 鈴木貞一   | Suzuki Teiichi    | 武官     | 內閣企劃院總裁（1941年－1943年）                                             | 1,27,29,31,32          | 終身監禁   | 1955年獲釋                                     |
| 梅津美治郎 | Umezu Yoshijirō   | 武官     | 關東軍總司令（1939年－1944年） 參謀總長（1944年－1945年）                    | 1,27,29,31,32          | 終身監禁   | 1949年死於獄中                                 |
| 大川周明   | Ōkawa Shūmei      | 民間人士 | 思想家                                                                       | －                     | 免予起訴   | 在審判期間因為神經性梅毒導致精神疾病而免予起訴 |

## 参与本次审判的法官、检察官

### 法官
| 参与国家 | 法官                         | 法官   | 身份背景                               | 对审判结果的意见 |
| 参与国家 | 姓名                         | 原文   | 身份背景                               | 对审判结果的意见 |
| -------- | ---------------------------- | ------ | -------------------------------------- | ---------------- |
| 中國     | 梅汝璈                       | 梅汝璈 | 律师；國民政府立法院第四屆立法委員     | 赞同             |
|          | 威廉·弗拉德·韦伯             |        | 澳洲最高法院法官；法官團主席           | 不同意见         |
| 加拿大   | 爱德华·麦克杜格尔            |        | 加拿大魁北克省上訴法院法官             | 赞同             |
| 法國     | 亨利·贝尔纳                  |        | 巴黎第一軍事法庭首席檢察官             | 反对             |
| 印度     | 拉达宾诺德·巴尔              |        | 加爾各答大學法學院教授、副校長         | 反对             |
| 荷蘭     | 伯纳德·勒林教授              |        | 烏特勒支大學法學教授                   | 反对             |
| 新西兰   | 艾瑞玛·诺斯克罗夫特          |        | 新西蘭最高法院法官                     | 赞同             |
| 菲律宾   | 德尔芬·哈那尼拉              |        | 總檢察長；最高法院成員                 | 不同意见         |
| 英国     | 威廉·唐納·派屈克勳爵         |        | 蘇格蘭高等法院法官                     | 赞同             |
| 美国     | 约翰·帕特里克·希金斯         |        | 麻州最高法院首席法官                   | 贊同             |
| 美国     | 密朗·克拉默少將              |        | 美国陆军军法处长 于1946年7月代替希金斯 | 赞同             |
| 苏联     | 伊万·米歇耶维奇·柴扬诺夫少將 |        | 苏联最高法院军事审判庭成員             | 赞同             |

### 檢察官
本次審判的首席檢察官約瑟夫·貝利·基南為美國籍，由美國總統哈瑞·S·杜魯門任命。
| 参与国家 | 檢察官                         | 檢察官 | 身份背景                               |
| 参与国家 | 姓名                           | 原文   | 身份背景                               |
| -------- | ------------------------------ | ------ | -------------------------------------- |
| 美国     | 約瑟夫·貝利·基南               |        | 美國助理總檢察長、美國司法部刑事司司長 |
|          | 艾伦·曼斯菲尔德                |        | 昆士蘭州最高法院高級裁判員             |
| 加拿大   | 亨利·诺兰准将                  |        | 加拿大陸軍副總檢察長                   |
| 中國     | 向哲濬                         |        | 上海高等法院檢察處首席檢察官           |
| 中國     | 倪征𣋉                         | 倪徵𣋉 | 重庆地方法院院长                       |
| 法國     | 罗伯特·L·奥内托                |        | 法蘭西共和國臨時政府檢察官             |
| 印度     | P·戈文达·梅农                  |        | 印度最高法院皇家檢察官、法官           |
| 荷蘭     | W·G·弗雷德里克·博格霍夫-穆尔德 |        | 荷蘭副檢察官                           |
| 新西兰   | 罗纳德·亨利·奎利亚姆准将       |        | 紐西蘭陸軍副官長                       |
| 菲律宾   | 佩德罗·洛佩兹                  |        | 菲律賓副檢察官                         |
| 英国     | 亚瑟·斯特雷特尔·科明斯·卡尔    |        | 英國議員、大律師                       |
| 苏联     | 谢尔盖·戈伦斯基                |        | 蘇聯外交部條約和法律司司長             |
| 苏联     | 亚历山大·瓦西里耶夫            |        | 莫斯科檢察官 取代戈伦斯基              |

## 外部連結
- Avalon Project - 訴訟程序之法庭和裁決的憲章
- 戰後的審判：I. 遠東國際軍事法庭 - 美國國家檔案的摘要和一些照片
- 世纪战犯大审判 （页面存档备份，存于） - BTV档案之世纪战犯大审判